# Oscylacja północnoatlantycka

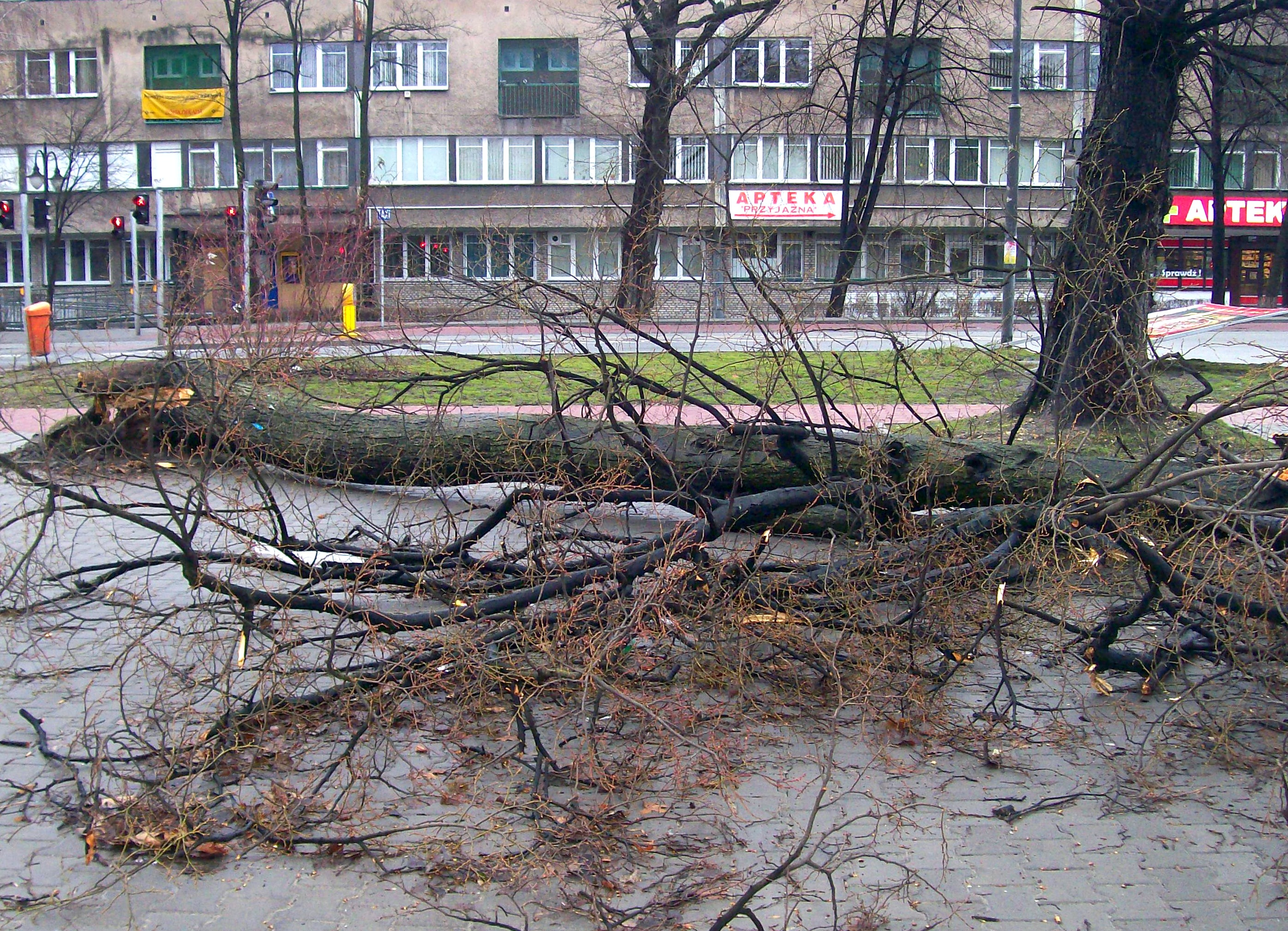
W czasie pozytywnej fazy NAO w Europie częściej występują huragany; na zdjęciu skutki przejścia cyklonu Emma przez Giszowiec w 2008 roku (zob. też: cyklon Cyklon Eunice (2022))

Oscylacja północnoatlantycka, NAO (od ang. North Atlantic oscillation) – zjawisko meteorologiczne występujące w obszarze północnego Atlantyku i wpływające na klimat na otaczających go kontynentach. Jest związane z globalną cyrkulacją powietrza i wody oceanicznej, a manifestuje się poprzez fluktuacje ciśnienia atmosferycznego, temperatury powietrza, prędkości wiatru, ilości opadów i innych parametrów.
Do ilościowego opisu zjawiska jest stosowany „indeks NAO”, analogiczny do indeksu oscylacji południowej, czyli El Niño. Indeks NAO został zdefiniowany w latach 20. XX w. przez Gilberta Walkera z wykorzystaniem południkowej znormalizowanej różnicy ciśnienia atmosferycznego między dwoma quasi-stacjonarnymi układami barycznymi – Wyżem Azorskim i Niżem Islandzkim.

## Historia badań korelacji parametrów meteorologicznych

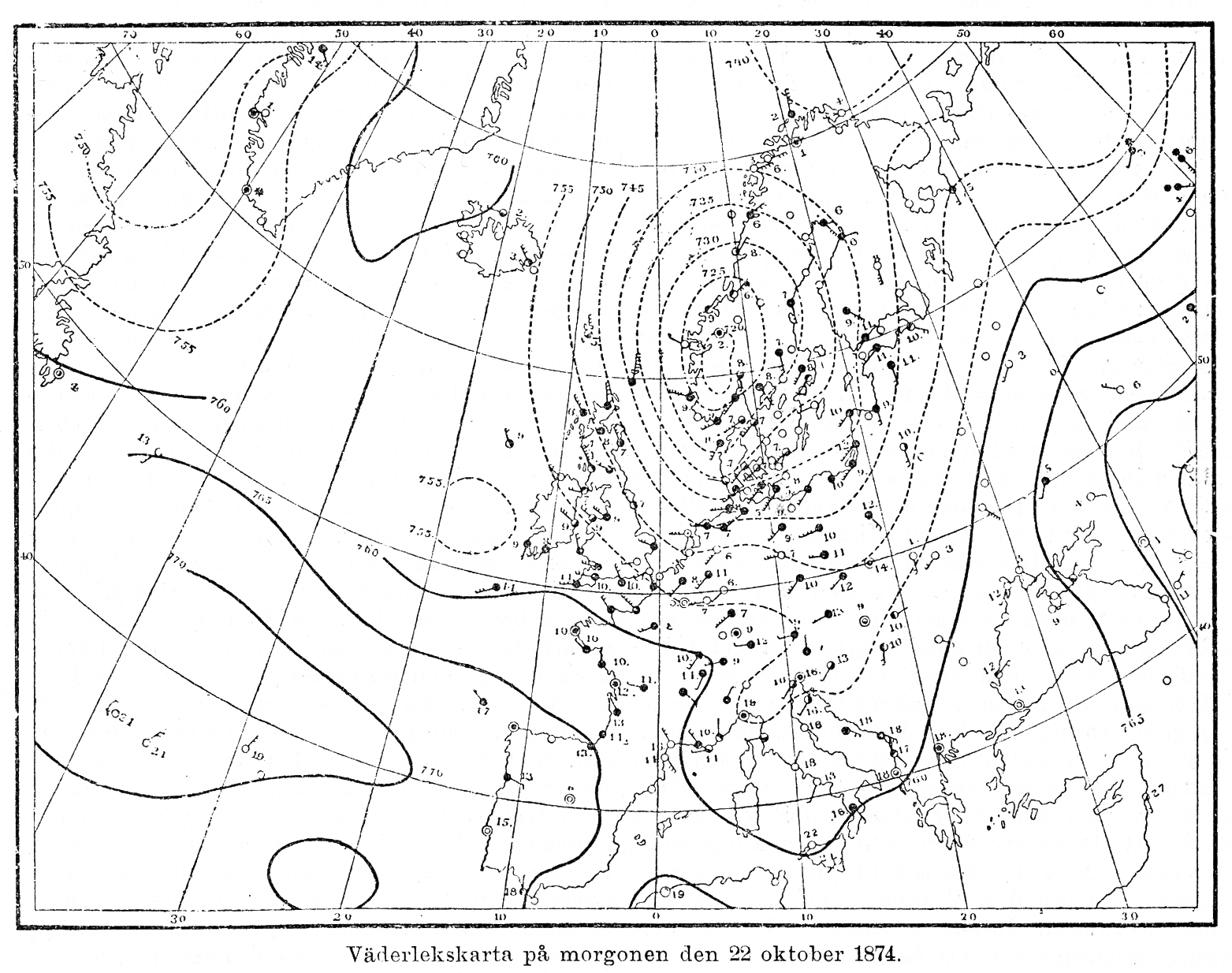
Mapa synoptyczna z 1874

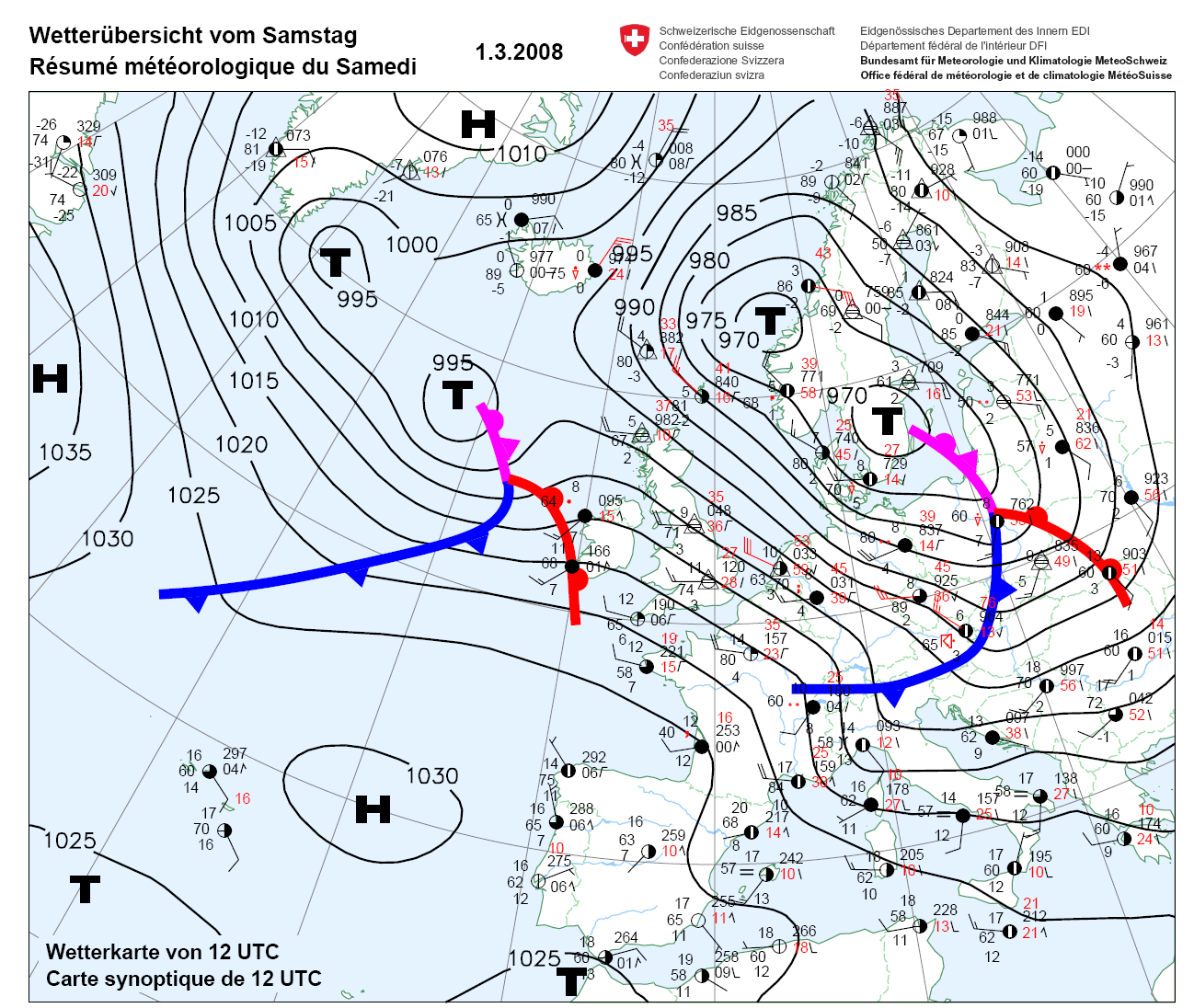
Układy baryczne w czasie huraganu Emma (7 marca 2008)

Oscylacja północnoatlantycka jest jednym z najdłużej badanych systemów cyrkulacyjnych. Badania – wykonywane z wykorzystaniem coraz doskonalszych barometrów i barografów – pozwoliły wykazać istnienie zależności pogody w Europie oraz innych obszarach wokół Północnego Atlantyku, od położenia i głębokości wielkich quasi-stacjonarnych układów barycznych – Wyżu Azorskiego (szer. geogr. ok. 38°N) i Niżu Islandzkiego (szer. geogr. 60–65°N), badanych standardowo w wytypowanych punktach. Początkowo w zakres tych badań wchodziły procesy zachodzące w atmosferze, bardzo szybkie w porównaniu do powiązanych z nimi procesów zachodzących w innych geosferach.
W toku wieloletnich badań stwierdzono, że zjawisk meteorologicznych w ziemskiej atmosferze nie uda się wyjaśnić bez uwzględnienia wymiany ciepła i masy pomiędzy powietrzem i powierzchnią oceanów.
Zwrócono m.in. uwagę, że w przypadku północnego Atlantyku występuje istotne podobieństwo okresów dwóch różnych cykli – czas między seriami lat o podobnej charakterystyce mas powietrza (parametry powietrza w układach barycznych) jest podobny do średniego czasu przebycia przez cząsteczkę wody trasy nazywanej „niezwykłą pętlą” lub globalnym „transporterem ciepła” (zob. cyrkulacja termohalinowa i północnoatlantyckie wody głębinowe, (NADW, od ang. North Atlantic Deep Water). Sformułowano hipotezę, że rolę stabilizującego klimat ujemnego sprzężenia zwrotnego może odgrywać np. wzajemna zależność szybkości topnienia północnej ziemskiej czapy polarnej, opadania NADW (zasilanie oceanicznych prądów głębinowych) i parametrów Prądu Zatokowego. Zgodnie z tą hipotezą duże ilości dostarczanej do oceanu lekkiej wody słodkiej powodują zmniejszenie się prędkości transportera termohalinowego i jego długości. Po dziesiątkach lat dostawa ciepła ze strefy międzyzwrotnikowej do Arktyki i szybkość topienia się lodowców powinna się zmniejszyć, co powinno ponownie przyspieszyć zapadanie się NADW i – po kolejnych dziesiątkach lat – spowodować przyspieszenie transportera.
Hipoteza jest zgodna z obserwacjami cyklicznych zmian ciśnienia w Niżu Islandzkim i Wyżu Azorskim oraz cyklicznych przesunięć centrum Wyżu Azorskiego. Centrum to przemieszcza się na południowy wschód w okresach, gdy wyż słabnie, i wraca na północny zachód, gdy się wzmacnia. Zaproponowano (Barnston i Livezey 1987) wyodrębnienie na całym Północnym Atlantyku dwóch regionów, w których przemieszczają się oba centra NAO: region 1 – 10–70°W i 55–70°N oraz region 2: 10–70°W i 35–45°N.
Wyniki pomiarów meteorologicznych, wykonywanych na lądach w otoczeniu Atlantyku (m.in. w Polsce), potwierdziły, że oscylacja NAO jest skorelowana m.in. z wielkością plonów i wydajnością połowów ryb. Wykazano również istnienie korelacji ze zjawiskami występującymi na innych kontynentach; stwierdzono np. że intensywność letnich monsunów w Indiach była w latach 1881–1988 w istotnym stopniu skorelowana z poprzedzającymi je zjawiskami NAODJF (ang. December–January–February), przy czym jest to korelacja ujemna (współczynnik korelacji < 0).
Chronologiczny wykaz podstawowych publikacji, zamieszczony w 2001 w serwisie internetowym Uniwersytet Stanu Ohio, otwierają prace z roku 1924, m.in. publikacje Gilberta Walkera – twórcy pojęcia indeksu NAO, stosowanego do dzisiaj:
- G.T. Walker, Correlations in seasonal variations of weather (IX. Mem. Indian Meteor., Dept., 24, s. 275–332).
- A. Defant, Die Schwankungen der atmosphä rischen Zirkulation über dem Nordatlantischen Ozean im 25-jährigen Zeitraum 1881–1905 (Geogr. Annaler, nr 6, s. 13–41).

Badania są kontynuowane, a ich wyniki ukazują się w publikacjach,  na przykład: 
- E. DeWeaver, S. Nigam (2000): Zonal-eddy dynamics of the North Atlantic Oscillation (J. Climate, nr 13, 3893–3914).
- D.H. Portis, J.E. Walsh, M.E. Hamly, P.J. Lamb (2001), Seasonality of the North Atlantic Oscillation (J. Climate, nr 14, s. 2069–2078).
- Doug M. Smith, Adam A. Scaife, Rosie Eade, Jeff R. Knight, Seasonal to decadal prediction of the winter North Atlantic Oscillation: emerging capability and future prospects (Quarterly Journal of the Royal Meteorological Society, 27 listopada 2014)[11]

- dodatnią (pozytywną, NAO+, indeks NAO > 0):

– ciśnienie w wyżu wyższe, a w niżu – niższe od średniej wieloletniej,
- ujemną (negatywną, NAO-, indeks NAO < 0):

– ciśnienie w wyżu niższe, a w niżu – wyższe od średniej wieloletniej.
Bogate zbiory danych meteorologicznych – wyników pomiarów gromadzonych przez dwa stulecia – umożliwiają obecnie formułowanie długofalowych prognoz pogody, ale nie doprowadziły dotychczas do ostatecznego wyjaśnienia mechanizmu oscylacji. Stwierdzono, że tzw. dodatnia faza NAO pojawia się coraz częściej, jednak nie wiadomo, czy te zmiany są zjawiskiem naturalnym, czy też jednym ze spowodowanych przez ludzi objawów globalnego ocieplenia.

### Dodatnia faza NAO
O dodatniej fazie NAO mówi się wówczas, gdy średnia dla okresu badań (np. miesiąca lub sezonu) wartość ciśnienia jest w Wyżu Azorskim większa od średniej wartości wieloletniej, a równocześnie odpowiednia wartość ciśnienia w Niżu Islandzkim jest mniejsza od średniej wieloletniej. Różnica ciśnień pomiędzy Azorami i Islandią jest wtedy większa od przeciętnej (przede wszystkim w okresie DJF – grudzień-styczeń-luty). Centrum Wyżu Azorskiego znajduje się wówczas stosunkowo daleko od wybrzeża Portugalii i Afryki i jest przesunięte na północ (szer. geogr. ok. 35°N). W obu sąsiadujących silnych układach barycznych zachodzi intensywna cyrkulacja w typowych dla nich kierunkach (na półkuli północnej w niżach barycznych powietrze cyrkuluje w kierunku przeciwnym do ruchu wskazówek zegara, a w wyżach zgodnie z tym ruchem). Masa ciepłego i wilgotnego powietrza, które opuszcza przestrzeń między wirem wyżowym i niżowym, kieruje się nad północno-zachodnią Europę. Charakterystyczne jest występowanie nad Atlantykiem silnych północno-wschodnich wiatrów (sztormy). W Europie zimy są stosunkowo ciepłe i wilgotne, a lata dość chłodne i deszczowe (zob. klimat morski). W Kanadzie i na Grenlandii występują silne wiatry północno-zachodnie, a zimy są zimne, z małą ilością opadów atmosferycznych. Stosunkowo zimne i suche zimy występują również w rejonie Morza Śródziemnego.

### Ujemna faza NAO
O ujemnej fazie NAO mówi się wówczas, gdy średnia dla okresu badań (np. miesiąca lub sezonu) wartość ciśnienia jest w Wyżu Azorskim mniejsza od średniej wartości wieloletniej, a równocześnie odpowiednia wartość ciśnienia w Niżu Islandzkim jest większa od średniej wieloletniej (słaby Wyż Azorski i słaby Niż Islandzki). Różnica ciśnień pomiędzy Azorami i Islandią jest wtedy mniejsza od przeciętnej. Centrum Wyżu Azorskiego znajduje się stosunkowo blisko wybrzeża Portugalii i Afryki (przesunięte na SE, szer. geogr. ok. 30°N). W tej sytuacji opuszczające przestrzeń między układami barycznymi masy ciepłego i wilgotnego powietrza są kierowane w rejon obszaru Morza Śródziemnego, gdzie zwiększa się ilość opadów. Nad północną Europę, w tym nad Polskę, mogą wówczas docierać zimne i suche masy powietrza z północy lub ciepłe i wilgotne – z południa.

## Metody ilościowego opisu NAO

Indeks NAO Hurrela (Lizbona–StykkishólmurSłupki – wartości średnioroczne, linia – 5-letnia średnia ruchoma

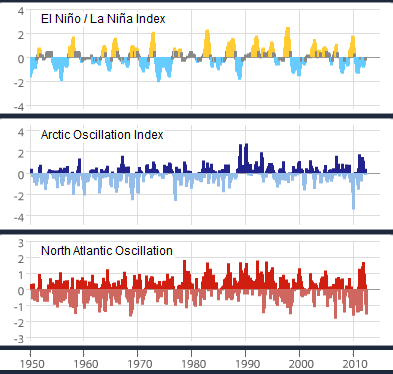
Indeksy ENSO (El Niño), NAO i AO (Arctic oscillation)

Indeksy oscylacji można obliczać dla każdego z miesięcy, poszczególnych sezonów lub całego roku. Indeks odniesiony do miesiąca (m) oblicza się na podstawie wyników wieloletnich pomiarów ciśnienia (p n.p.m.), wykonywanych w dwóch wytypowanych punktach (stacjach meteorologicznych). Indeks odniesiony do miesiąca oblicza się np. korzystając z wzoru:
{\displaystyle Indeks(m)=10{\frac {r_{m}-r_{Tm}}{SD_{rm}}}}
gdzie:
{\displaystyle r_{m}} – różnica (r) między odniesionymi do miesiąca (indeks m) średnimi (indeks sr) wartości ciśnienia (p) w punktach 1 i 2:
{\displaystyle r_{m}=p(1)_{m,sr}-{p(2)}_{m,sr}}
{\displaystyle r_{Tm}} – wartość średnia długookresowa (T) z różnic (rm) wyznaczonych w tym samym miesiącu w poprzednich latach,

{\displaystyle SD_{rm}} – odchylenie standardowe (SD) w zbiorze różnic (rm) zgromadzonym w tym samym miesiącu w poprzednich latach.
Wyniki obliczeń są podawane w postaci liczb całkowitych. Dzięki mnożnikowi 10 mieszczą się w zakresie od –35 do ok. 35.
Indeksy oscylacji El Niño są obliczane na podstawie danych gromadzonych w Darwin (północne wybrzeże Australii) i na Tahiti (południowa część Pacyfiku). W przypadku badań oscylacji północnoatlantyckiej korzysta się z danych rejestrowanych w parach stacji:
- Ponta Delgada (Azory) i Akureyri (Islandia) – indeks Rogersa
- Lizbona (Portugalia) i Stykkishólmur (Islandia) – indeks Hurrella
- Gibraltar i Stykkishólmur – indeks Jonesa.

Obliczenia są wykonywane z użyciem wyników regularnych pomiarów współczesnych oraz niekompletnych zbiorów historycznych. Zbiory dotyczące ciśnień w Ponta Delgada i Akureyri w latach 1874–2005 zostały opracowane i udostępnione w internecie przez Jeff Rogers Group (Uniwersytet Stanu Ohio, Uniwersytet Stanu Pensylwania).
Największe znaczenie w synoptyce ma wskaźnik NAODJFM, obliczany dla miesięcy grudzień–marzec (D–M, ang. December–March).